# Luis Avilés (cineasta)
Luis Avilés (4 de julio, Guayaquil, Ecuador) es un director, productor y guionista de cine ecuatoriano, conocido por haber realizado la primera película hecha con drones en su totalidad.

## Biografía
Nació en la ciudad de Guayaquil, Ecuador, el 4 de julio. Es Máster en Film and Media Production en New York Film Academy – Los Ángeles (NYFA), Licenciado en Comunicación Audiovisual y Multimedia en la Universidad Casa Grande, y Tecnólogo en Producción y Dirección de Televisión en el Instituto Superior de Estudios de Televisión (ITV). Es Productor en Posvisual.
Dirigió los cortometrajes; Trans, de 2008; y Móvil, de 2009.
Ganó los Fondos Concursables 2009-2010 del Ministerio de Cultura en la modalidad "Producción cultural y artística", por su guion para la realización del cortometraje El fútbol del cerro.
En 2011 anunció que realizaría su primer largometraje llamado Tus besos para el 2013, en el que sería protagonista el actor Felipe Crespo; sin embargo, este proyecto no pudo realizarse por falta de presupuesto.
En octubre de 2011, presentó el cortometraje El fútbol del cerro, con una duración de 17 minutos, en el concurso de cortometrajes del Festival de Artes al Aire Libre Facundo Cabral, donde obtuvo el premio único ante un jurado conformado por Pepe Yépez, Billy Navarrete y Jorge Suárez. El 11 de noviembre de ese mismo año, tuvo oficialmente su estreno en la sala de cines de Cinemark del Mall del Sol, donde Avilés pidió un minuto de silencio al público antes de la proyección, en memoria al fallecimiento de Wilson Olaya, quien fue técnico de sonido de la producción.
En diciembre fue parte del comité organizador del III Festival Cine de la Culata, junto a Paola Zambrano, Pedro Villegas y Pablo Encalada.
En 2012 fue el productor del programa juvenil El momento de brillar para Ecuador TV, donde se mostraba el reconocimiento nacional e internacional de jóvenes ecuatorianos.
Fue miembro de la Asociación de Cineastas de Guayaquil, como presidente electo desde 2013 hasta 2015.
Fue director de fotografía de la película de 2014, Sexy Montañita, dirigida por Alberto Pablo Rivera.
Participó en la tercera temporada de Ecuador Tiene Talento, dirigiendo y produciendo a Vanessa Burbano y Ricardo Terán, conocidos como Vane y Barril, una pareja de novios que realizaron teatro interactivo con una caja que tenía la función de proyectar videos simulando ser un televisor, del cual sacaban objetos o en ocasiones ingresaban desde arriba o a los costados de la caja entrando en escena del video proyectado. En su debut obtuvieron el botón dorado por parte del jurado Fabrizio Ferretti el Zambo Loco, garantizando así su paso a la semifinal. Vane y Barril generaron gran aceptación del público y gran rating en el programa debido a lo novedoso de su acto, sin embargo la jurado Wendy Vera no creía que pasarían a la final, por lo que apostó darle un beso a Ferretti si llegaban o de lo contrario él se afeitaría la barba y se peinaría perdiendo el look característico de su cabello zambo. Con un acto sobre el verdadero valor de la familia, Vane y Barril pasaron a la final, por lo que Wendy tubo que cumplir su apuesta de besar a Ferretti, sin embargo en la final del reality, los hermanos Ledesma, cantantes de pasillo, obtuvieron el triunfo. Luis siguió trabajando con Vane y Barril después del reality, realizando activaciones de marca con el teatro interactivo.
En 2015 fue productor y director de contenido para el canal de YouTube del actor Felipe Crespo.  Ese mismo año formó parte del jurado del primer Festival Internacional de Cine de Guayaquil, junto a Hugo Avilés, Jorge Suárez, Ivan Mora y Omaira Moscoso.
Escribió el guion y dirigió la película Minuto final, de 2018, anunciando una campaña de recaudación de fondos desde 2015, con la primicia de ser la primera película en el mundo en ser grabada totalmente con drones. Obtuvo cuatro premios de la Iguana Dorada del Festival Internacional de Cine de Guayaquil de 2018 a mejor director, mejor edición, mejor sonido y mejor película guayaquileña.

## Filmografía

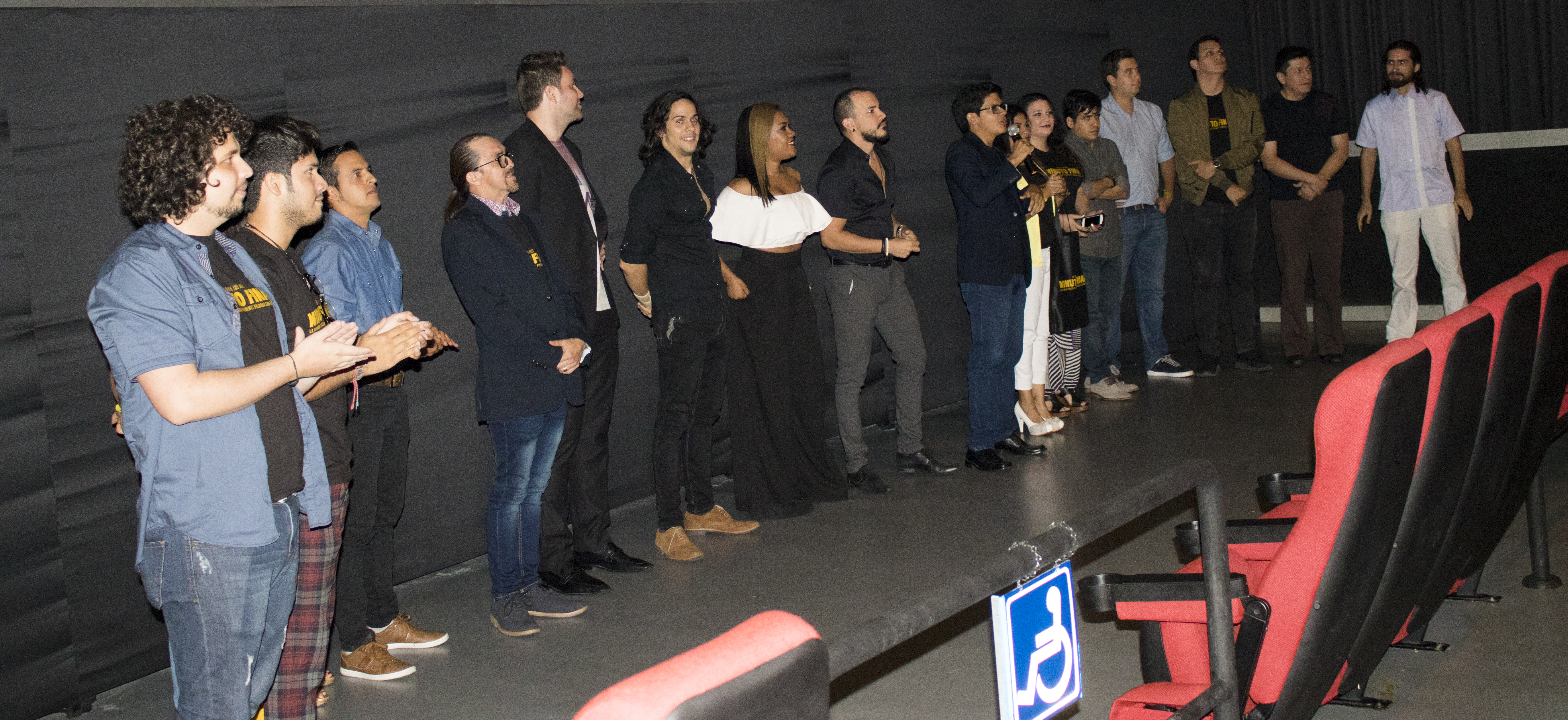
Luis Avilés en el micrófono, junto al crew de la película en la sala del cine luego de la proyección de Minuto final en 2018.

- Cine
  - Trans
  - Móvil
  - El fútbol del cerro
  - Sexy Montañita
  - Minuto final
- Televisión
  - El momento de brillar
  - Ecuador tiene talento